# コンチネンタル航空1943便胴体着陸事故
コンチネンタル航空1943便胴体着陸事故は、1996年2月19日に発生した航空事故。ワシントン・ナショナル空港発ヒューストン国際空港行のコンチネンタル航空1943便（DC-9-32）がヒューストン国際空港への着陸時、パイロットエラーにより着陸装置が作動せず、そのまま胴体着陸した。乗員5人乗客82人のうち12人が軽傷を負ったものの死者は出なかった:5。

## 事故機

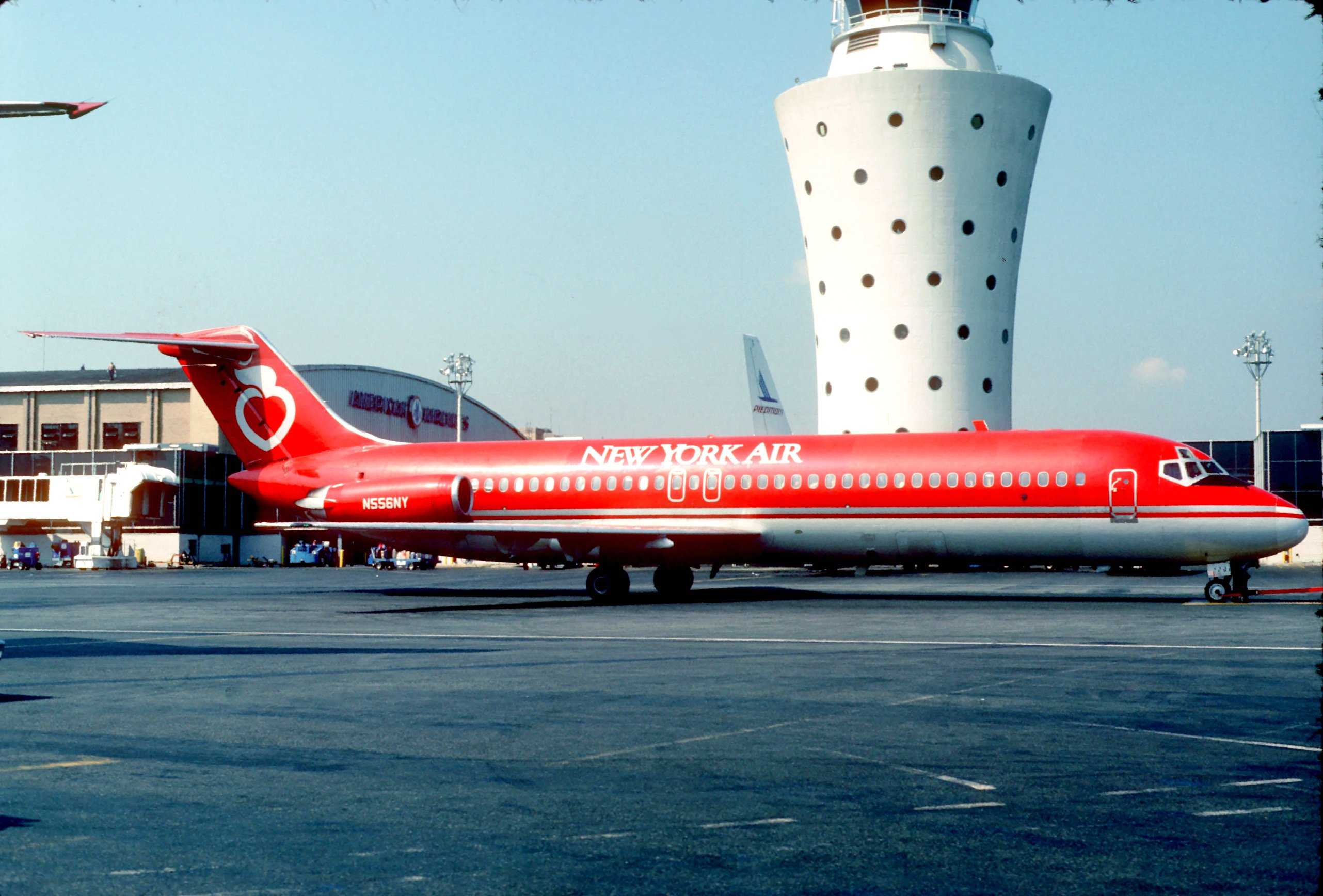
ニューヨークエアでの運用中に撮影された事故機（1984年）

事故機のダグラス DC-9-32（N10556）は、1970年に初飛行を行っており、総飛行63,132時間、58,913サイクルを経験していた。エンジンは、2基のプラット・アンド・ホイットニーJT8D-9Aを搭載していた。

## 事故の経緯
1943便は、6時50分にワシントン・ナショナル空港を離陸した。
8時45分に19,000フィート (5,800 m)からの降下を開始し、副操縦士がチェックリストを要求した。機長は7つある項目を順番通りチェックしたが、4番目の油圧の項目を飛ばした。油圧が着陸時に必要な圧力に達しなかったため、フラップや着陸装置のレバーを操作しても作動しない状態だった。
1943便はヒューストン国際空港の滑走路27への着陸進入を開始したが、フラップや着陸装置が降りていなかったため132ノット (244 km/h)で進入すべきところを、204ノット (378 km/h)で飛行していた。9時00分13秒、マーカーを通過し、副操縦士はフラップ15度をコールしたが、展開されていないと機長に言った。25秒後、副操縦士はギアダウンをコールし、2秒後にフライトデータレコーダーに操作音が記録された。その後、ランディング・チェックリストを開始しするよう機長に求めたが、実行はされなかった。
フラップレバーを25度まで展開したが、着陸装置の警報が鳴った。これは、着陸装置がロックされる前にフラップレバーを25度まで動かしたためであった。機長が、「フラップ50（fifty flaps.）」と言った時、副操縦士は「フラップが作動しません（ I don't have any flaps.）」と言い、続けて「復航しますか？（want to take it around?）」と言ったが、機長は「大丈夫だ、この速度を維持しろ（no, that's alright. * keep your speed up here about uh,）」と言った。4秒後、着陸装置の警報が再び鳴り副操縦士は「減速できません（I can't slow it down here now.）」と機長に言ったが、機長は「大丈夫だ（you're alright.）」と返しただけだった。

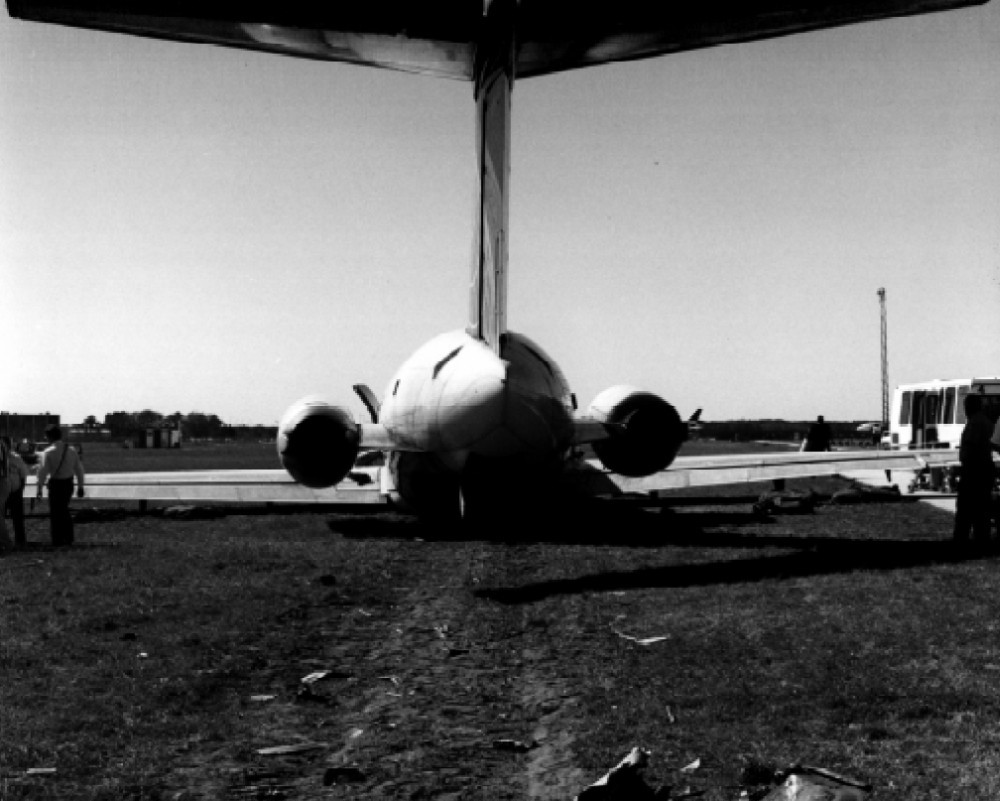
胴体着陸した事故機

やや高速で滑走路に接近していると、地表接近警報装置（GPWS）が作動した。9時01分20秒、機長が操縦
を代わった。この時、機体は着陸の12秒前で速度は204ノット (378 km/h)、高度161フィート (49 m)だった。9時01分32秒、機体は193ノット (357 km/h)で滑走路に激しく接地し6,915フィート (2,108 m)滑り、センターラインから左に140フィート (43 m)逸れた地点で停止した。

## 事故調査
国家運輸安全委員会（NTSB）が事故調査を行った。CVRによれば、フラップレバーを15度に動かした時、機長も副操縦士も展開されていないことには気づいていたようだった。フラップが出ていないことに気を取られ、さらに進入速度が通常より高速で、事態も急速に進展したため、パイロットは適切な操作を行えなかった。また、副操縦士は以前エアバスA300の航空機関士として乗務していた時、A300機長の訴えにより査問にかけられていた。この背景には、A300機長はコンチネンタル航空の労働組合を支持していたのに対して、A300航空機関士（1943便の副操縦士）は組合を支持せず勧告にも従わなかったためだった。このようなことがあったため、副操縦士は機長に強く注意を出来なくなっていた。
NTSBは最終報告書で、
- パイロットが適切にチェックリスト行わず、油圧が低圧だったため着陸装置が作動しなかった。
- ランディング・チェックリストを行わなかったため、着陸装置が作動していないことに気づかなかった。
- COAの標準的な着陸手順を厳守させるための不十分な処置。
- 連邦航空局の監督不足。

について言及した。

## 同様の事故
- 1986年2月4日、カラチ国際空港発イスラマバード国際空港行のパキスタン国際航空300便（ボーイング747-282B、AP-AYW）がパイロットエラーによりイスラマバード国際空港へ胴体着陸した。乗員乗客264人は全員無事だった[4]。